# Thobala lesserti
Thobala lesserti is een hooiwagen uit de familie Assamiidae.